# Torre de Txabarri (Respaldiza)
La Torre de Txabarri o Chávarri es una torre ubicada en Respaldiza, España.

## Contexto
(contexto geográfico y/o histórico en el que se encuadra el edificio)
Situada en el camino de Respaldiza a Zuaza, en el paraje Esquina Abajo.A corta distancia del camino corre paralelo a él, de Sur a Norte, el río que, buscando también el valle de Zuaza, se encajona junto al monte próximo; entre este y la torre se extienden prados, arboledas y tierras de labranza. Camino, puente y monte próximo, marcan la situación de la torre fuerte de un linaje ayalés,

## Historia
Se encuentra en el Solar de los Atxa, y fue construida en el S.XV, varias veces reedificada y muy reformada en 1865 con los gustos neomedievalistas de la época.Por su situación, sus dimensiones y por su construcción exenta de otras edificaciones, Micaela Portilla la caracterizó como una torre del medievo tardío.
Según la inscripción que se colocó a raiz de su última restauración en 1865, la torre fue construida en el siglo XV y reedificada en tres ocasiones (2). Ello explica su extraño aspecto, con marcos de ladrillo rojo encuadrando sus huecos rectangulares, con el voladizo de su tejado apeado también en ménsulas de ladrillo y con escudo moderno en su fachada. Estos elementos dan a la torre una apariencia artificial, muy poco acorde con lo que debió ser su construcción en siglos pasados.

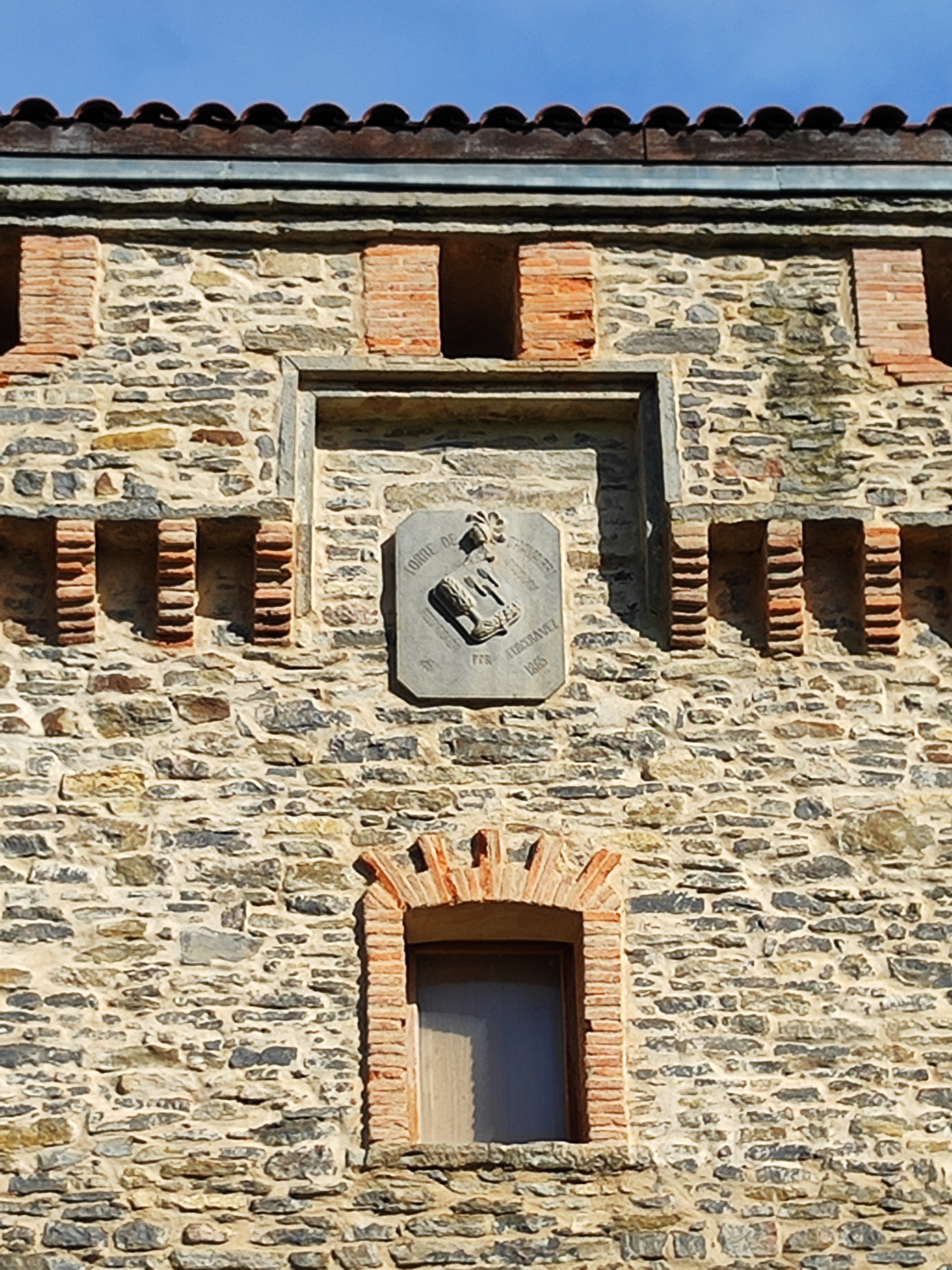
Detalle Torre Txabarri, restauración de 1865

## Descripción
La torre mide 11,30 por 9,20 metros.Presenta ciertos elementos añadidos para darle aspecto de fortaleza. Tiene planta cuadrada, y lo que más llama la atención son los modernos y añadidos recercos de ladrillo de las ventanas y el voladizo con ménsulas de ladrillo, recordando al que debió tener en su origen.
Como la mayoría de las torres del siglo XV en la comarca, podría haber tenido un cuerpo voladizo, acaso de madera en su parte alta. Así parece recordarlo el saledizo, apoyado en ladrillos, de su última reconstrucción.
El escudo de su fachada, moderno, presenta un árbol saliendo de ondas de agua al flanco derecho; y, a la izquierda, tres hachas puestas en triángulo.Estas armas parlantes, nos permiten atribuir la torre a la Casa de Acha, cuyos blasones y casas solariegas enriquecen el armorial y la genealogía ayalesa (2). El "Solar Vasco Navarro" las atribuye a la rama de "Achebarri" y a este apellido dice responder la heráldica de la torre de Esquina Abajo (3).
La situación de la torre es inmejorable. Su fachada, desplegada hacia el Sur, y su costado Este, están defendidos por un leve escarpe; al lado Oeste se aprecian restos de lo que debió ser el foso, hoy una pequeña cava; al Norte, no quedan señales del foso porque, según la actual apariencia, no eran necesarias en este costado otras defensas que la fábrica maciza del muro, muy cerrado y casi sin huecos, y la natural dificultad de acceso a este costado desde el camino hacia Zuaza, que se domina perfectamente desdé la fachada Este a la que va paralelo.